# Jisra’el Rokach
Jisra’el Rokach (hebr. ישראל רוקח, ang. Israel Rokach, ur. 31 grudnia 1886 w Newe Cedek, wówczas części Jafy, zm. 13 września 1959 w Tel Awiwie) – izraelski inżynier i polityk, wieloletni burmistrz Tel Awiwu, członek Knesetu z ramienia Ogólnych Syjonistów, minister spraw wewnętrznych Izraela w latach 1952-1955.

## Życiorys
Urodził się jako jedno z pięciorga dzieci Szimona i Racheli Rokach w rodzinie osiadłej już od kilku pokoleń w Palestynie, choć wywodzącej się z Galicji. Miał dwóch braci Jicchaka i Josefa oraz dwie siostry Hannę i Miriam.
Uczył się w chederze, a potem w świeckiej szkole. Następnie kontynuował naukę w Szwajcarii, najpierw w szkole średniej w Lozannie, a potem – od 1915 roku – na Politechnice w Zurychu. W latach 1920–1922 mieszkał w Wielkiej Brytanii i pracował jako inżynier.
Od młodości związany z ruchem syjonistycznym, działacz społeczny i polityczny.
Był prezesem klubu sportowego Maccabi Tel Awiw.

### Kariera polityczna
Był działaczem ruchu syjonistycznego, a wolnym Izraelu partii Ogólni Syjoniści.
Od 1929 do 1936 roku był zastępcą burmistrza (za kadencji Meira Dizengoffa), a od 1936 do 1952 roku burmistrzem Tel Awiwu. Za swoją działalność otrzymał Order Imperium Brytyjskiego
W sierpniu 1946 został aresztowany przez sprawujących mandat nad Palestyną Brytyjczyków i do września 1947 był internowany w obozie w Rafah.
Po uzyskaniu przez Izrael niepodległości, wystartował w pierwszych wyborach parlamentarnych zdobywając mandat z ramienia Ogólnych Syjonistów. Podczas pierwszej kadencji Knesetu równocześnie sprawował funkcję burmistrza Tel Awiwu.
W kolejnych wyborach ponownie dostał się do Knesetu, a gdy w 1952 Ogólni Syjoniści weszli w koalicję z Mapai to Rokach został minister spraw wewnętrznych w rządzie Dawida Ben Guriona. Funkcję sprawował od 24 grudnia 1952 do upadku rządu. 26 stycznia 1954 kiedy premierem został Mosze Szaret, Rokach ponownie objął to samo stanowisko i sprawował ją do 29 czerwca 1955, kiedy to Ogólni Syjoniści opuścili koalicję.
Jisra’el Rokach po raz trzeci dostał się do Knesetu w wyborach w 1955 roku, w kadencji tej pełnił funkcję zastępcy przewodniczącego parlamentu.
Zmarł pełniąc funkcje parlamentarne 13 września 1959 w Tel Awiwie w wieku 73 lat.

## Życie prywatne
Od 1933 był żonaty z Esterą Epstein i miał dwoje dzieci: Liwię i Ricciego.

## Nagrody i wyróżnienia
- Order Imperium Brytyjskiego: OBE (1938) i CBE (1945)[8]